# Севаст
 За града в Швеция вижте Севаст (град).  
Севаст (на гръцки: σεβαστός) е висша титла, използвана в някои от средновековните балкански държави.
Във Византия първоначално титлата се е носела само от императорите и е отговаряла на латинското Augustos. При император Алексий I Комнин (1081-1118) нейното значение било разширено. Тя е била дадена на брата на императора Никифор, велик друнгарий на флота, и на други приближени на императора. През 12 век тази титла започнала да се раздава на все по-широк кръг от лица и се превърнала в почетно звание на цяло съсловие от благородници. Нейното значение намалява с въвеждането на титлата протосеваст. Във Византия, както и в средновековна Сърбия титлата се е давала за заслуги и не е била свързана със заемането на определени държавни функции.
Във Втората българска държава севастите са заемали службата на управители на области (хори) или на по-малки административни единици, включени в областите. Мнозина автори приемат, че в средновековна България терминът севаст има различно значение в отделни случаи и освен че е свързан с изпълнението на определени административни функции, може да представлява само благородническа титла. От епиграфски и други източници са познати имената на няколко български севасти от XIII-XIV век: Хинат, Чъсмен, Василий Вампулин, Алекси (управител на крепостта Кричим), Прибо (управител на Скопска област), Огнян (кефалия в днешно Ботевградско) и други. Според византийския историк Георги Пахимер водачът на селското движение във Византия от 1306-1307 година Иван Свинепаса също бил севаст при българите.